# Panthera palaeosinensis
Panthera palaeosinensis és un fèlid del gènere Panthera que visqué entre finals del Pliocè i principis del Plistocè, fa entre 2,1 i 1,3 milions d'anys. La mida d'aquest fèlid era intermèdia entre la del tigre i la del lleopard i se'l considera una forma primitiva de tigre. Se n'han trobat restes fòssils a la Xina i l'illa de Java.